# 天精国取りセックス合戦!!
『天精国取りセックス合戦!!』（てんせいくにとりセックスがっせん）は、2014年10月31日にsofthouse-seal GRANDEEより発売された18禁美少女アドベンチャーゲーム。

## ストーリー
“前世の記憶の一部を持って生まれた子供”である“リベンジ・チルドレン”達が繰り広げる。

## 登場人物
皇 拓馬 （すめらぎ たくま）
身長：173cm
主人公。皇神社の一人息子。
央真 観月 （おうま みづき）
声 - 市川みぃ
身長：155cm / B90（F）/ W60/ H87
織田信長のリベンジ・チルドレン。敗北を喫した拓馬にリベンジするためにわざわざ拓馬の通う学園に転校して生徒会長の座まで奪ってしまう。
穂積 萌愛 （ほずみ もあ）
声 - 琉花あか
身長：140cm / B84（F）/ W55/ H86
ノストラダムスのリベンジ・チルドレン。見た目も思考も子供っぽいがロリ巨乳。
神鳥谷 佑里 （ひととのや ゆうり）
声 - 飯野汐里
身長：154cm / B75（C）/ W54/ H73
ジャンヌ・ダルクのリベンジチルドレン。エッチなことに免疫がない。
狛江 奈々 （こまえ なな）
声 - 蒼衣ハル
身長：178cm / B101（H）/ W65/ H96
ヒロイン中、身体も胸も大きい拓馬の従妹。ヒロイン中唯一の一般人と思われていたが、実は忠犬ハチ公のリベンジチルドレンだった。
月城 那魅 （つきしろ なみ）
声 - 姫川あいり
身長：147cm / B73（AA）/ W50/ H74
拓馬の通う学園の1年後輩。リベンジチルドレンではあるのだが、本人にも正体不明。正体はエリザベート・バートリーのリベンジチルドレン。
猿野 胡桃 （ましの くるみ）
声 - 奥山歩
身長：152cm / B77（B）/ W52/ H79
観月につき従う豊臣秀吉のリベンジチルドレン。
御守屋 愛未 （みもりや まなみ）
声 - 星空ユメ
身長：165cm / B96（G）/ W61/ H88
ナイチンゲールのリベンジ・チルドレン。
國棟 美鈴 （こくとう みすず）
声 - 佐倉もも花
身長：158cm / B82（D）/ W52/ H72
クレオパトラのリベンジ・チルドレン。

## スタッフ
- キャラクターデザイン/原画 - 2-G、健やか牛乳、水上凛香
- シナリオ - 保桜、水無月セツオ